# 房総ボーイ雷斗
房総ボーイ雷斗（ぼうそうボーイらいと、生年不明9月1日 - ）は、日本の覆面レスラー。

## 経歴
2002年7月3日、KAIENTAI DOJOでX No.2として対サンボ大石戦でデビュー。ユニット「X's」に所属していたが解散したため、姿をくらます。
2005年2月19日、房総ボーイ雷斗としてUWA世界ミドル級王者のGENTAROとのUWA世界ミドル級選手権試合でデビュー。結果はGENTAROに勝利してUWA世界ミドル級王座を獲得。破格の扱いの新人であったが技と背格好がX No.2と酷似していたため、正体はすぐバレた。
2006年6月、房総ボーイレフトとユニット「房総ヒーローズ」を結成。
現在はプロレス活動を縮小しており、岩手県柴波町で野菜を栽培している農家レスラーとしてKAIENTAI DOJO東北大会、みちのくプロレスに参戦している。その際に試合会場で野菜を販売している。みちのくプロレス参戦時は農業ボーイ雷斗として参戦している。

## 得意技
ライトニングスパイク（旧：Xスパイク）
ライトニングストーム
カナディアンデストロイヤーと同型。

## 入場曲
- Keep it Suitefied（Y.Takeya） ※「KAIENTAI DOJO vol.2」に収録
- ライトニングスパイク（A1-joko） ※キングレコード「KAIENTAI DOJO 2」に収録 - みちのくプロレス岩手大会限定使用曲
- 俺ら東京さ行ぐだ（Remix） - みちのくプロレス岩手大会限定使用曲

## タイトル歴
- K-AWARD（ベストパフォーマンス賞）
- WEWハードコアタッグ王座
- UWA&UWFインターコンチネンタルタッグ王座
- UWA世界ミドル級王座

## テレビ出演
- プロレスKING（GAORA）